# Treilles-en-Gâtinais
Treilles-en-Gâtinais – miejscowość i gmina we Francji, w Regionie Centralnym, w departamencie Loiret.
Według danych na rok 1990 gminę zamieszkiwało 276 osób, a gęstość zaludnienia wynosiła 20 osób/km² (wśród 1842 gmin Regionu Centralnego Treilles-en-Gâtinais plasuje się na 865. miejscu pod względem liczby ludności, natomiast pod względem powierzchni na miejscu 950.).